# Крашевиці (Великопольське воєводство)
Крашевиці (пол. Kraszewice) — село в Польщі, у гміні Крашевиці Остшешовського повіту Великопольського воєводства.
Населення — 1505 осіб (2011).
У 1975-1998 роках село належало до Каліського воєводства.

## Демографія
Демографічна структура станом на 31 березня 2011 року:
|          | Загалом | Допрацездатний вік | Працездатний вік | Постпрацездатний вік |
| -------- | ------- | ------------------ | ---------------- | -------------------- |
| Чоловіки | 728     | 171                | 493              | 64                   |
| Жінки    | 777     | 174                | 442              | 161                  |
| Разом    | 1505    | 345                | 935              | 225                  |